# 加拿大报业史
加拿大報業發展歷史大致可以分為五個重要的歷史時期：1750年至1800年的“移植官辦時期”，此時印刷產業與報紙作為政府新聞及公告的出版載體而被引入到加拿大；1800年至1850年的“政黨喉舌時期”，個人印刷商與編輯開始在政治中發揮越來越重要的地位；1850年至1900年的“國族共建時期”，加拿大編輯開始致力於建立加拿大社會的共同民族主義觀點；1900年至1980年代的“市場導向時期”，加拿大報紙變得愈發專業化與連鎖化；1990年代迄今的“當代發展時期”則出現了外部利益集團開始接管加拿大報紙連鎖企業的趨勢，因為傳統的報紙開始面臨來自網絡媒體的新衝擊。

## 移植官辦時期
當加拿大處於法蘭西王國統治時，加拿大全境不僅沒有任何一台印刷機也沒有任何類型的報紙。而當英國接手統治後，所有英屬加拿大殖民地的報紙都是移植自十三殖民地。
加拿大出版業的最初目的僅僅是為了政府印刷官方文件，於是造成了加拿大新聞監督權的空缺。因此“發現這種未實現的潛力嚇壞了當權者，他們開始了長達幾個世紀的騷擾和恐嚇，以檢查今天所謂的媒體力量”。敵視政府的訊息是絕對不受歡迎的，尤其是當美國發生獨立革命之後。但最終加拿大的出版商們還是突破了殖民當局的封鎖而開始印刷除政府新聞和宣告之外的其他出版物。許多早期的加拿大新聞編輯及發行人都是政府官員或社會上具有影響力的人物，他們利用報紙作為宣傳自己政治信仰的工具。由於當時的政府對於言論自由採取打壓政策，因此這些加拿大早期報人在當局手裡遭受了巨大苦難。同時早期的加拿大的報紙很少印刷發行地區之外的地方新聞，這是由於當時的編輯之間缺乏及時有效的溝通手段來交換彼此的新聞。
加拿大報紙上的第一個廣告出現在1780年代。
|                                     | 出售健壯女黑奴一名，她活潑好動、聽力良好、年約18歲並已出過天花。她擅長操持家務，尤其了解廚房；她還會洗衣、熨燙、縫紉，非常精於照顧孩童。她能適應英國、法國或德國家庭，並會說這三種語言。 |
| ——《魁北克憲報（The Quebec Gazette）》，1787年7月12日 | |

### 加拿大報業的萌芽
這個時期將印刷業引入到英屬北美殖民地的目的之一就是培養該地區居民的閱讀習慣。此時加拿大地區所發行的報紙中除《上加拿大憲報（The Upper Canada Gazette）》外，其餘報紙均為美國人出版發行。1783年，隨著美國獨立革命的爆發，原十三殖民地上約有6萬名效忠派移民到了加拿大，而其中約有3萬人帶著印刷設備。加拿大境內所有早期報紙都是作為政府附屬機構而誕生，它們完全依賴政府的資助並只刊登政府所認可的資訊。當時加拿大每個殖民地都有一份每週發行一次的“憲報”，該名稱源自英國本土自1665年開始發行的《倫敦憲報》；這份憲報上面刊載了殖民當局想要散發的諸多通知。
在這一時期，加拿大報業不存在所謂的“政治領域”，所有報紙都被精英階層所掌控。在最初幾十年裡，英屬北美的報紙主要是充當當局的政治宣傳工具，而“言論自由”在那時是不可想象的。從18世紀到19世紀早期，加拿大並沒有“公共領域”，因此也自然沒有公共領域的報界。

### 加拿大報業拓荒者
18世紀末到19世紀初的加拿大第一批印刷商和出版商開始了在加拿大建立真正、自由的新聞業，只是這項工作緩慢而艱難。他們面臨著重重障礙，例如毆打、監禁以及經常被指控犯有刑事罪或煽動性毀謗罪的嚴重威脅。由於早期的印刷機是殖民統治的重要工具，任何試圖出版政府公告以外的任何東西的人都會經歷困難。立法機關禁止出版訴訟程序，這使得創作者無法訴諸法庭。這些都是英國當局用來製造忠誠的殖民法律，而且懲罰非常嚴厲。結果，許多勇敢的早期印刷商和出版商生活在恐懼、巨額債務和持續的迫害之中。

#### 約翰·布謝爾
約翰·布謝爾原本是與小巴塞洛繆·格林合夥開展印刷出版事業，但格林在他們的計劃實現之前就已經去世了。布謝爾從波士頓搬家至哈利法克斯後便開辦了自己的印刷廠，隨後他於1752年3月25日出版了第一期《哈利法克斯憲報》。這使得他成為英屬北美殖民地的第一個“國王印務局”業主。事實上，約翰·布謝爾是一名獨立企業主，他並沒有從殖民當局獲得任何薪資收入。同時殖民當局認為他們治下臣民所需要的內容與布謝爾的訂戶及廣告商並不一致，這導致布謝爾在出版報紙時兩頭為難。最終當局還是不信任他的忠誠而讓省務秘書長取代他的編輯工作。面對這些障礙，約翰·布謝爾陷入到債務與酗酒的危機中並最後因此而去世。

#### 安東·海因里希
安東·海因里希是在德國學會了出版印刷的相關技能，隨後他因擔任英國陸軍的短笛手而來到美洲。也是在這個時候，他將自己的名字改成了更為合適的英國化名字——亨利·鮑恩·安東尼。安東尼收購了約翰·布謝爾的印刷廠，這其中就包括《哈利法克斯憲報》。1765年10月，他在《哈利法克斯憲報》上發表社論，暗示新斯科捨省的人民反對《印花稅法》。這一舉動導致殖民當局開始懷疑安東尼的忠誠，因此他不得不逃亡到馬薩諸塞州，而《哈利法克斯憲報》也被迫關閉。後來他又重新獲得了殖民政府的青睞而回到了哈利法克斯，並且他還被重新委託印刷出版《皇家憲報（Royal Gazette）》。

#### 威廉·布朗和托馬斯·吉爾莫
威廉·布朗和托馬斯·吉爾莫均來自費城。兩人於1764年創辦了英、法雙語的《魁北克憲報》，該報得到了魁北克殖民當局的資助。但這份報紙的內容並不是全部得到了政府的認可，因此它收到了政府方面的嚴苛責難和審查。

#### 弗勒里·梅斯普利
弗勒里·梅斯普利是從法國移民到了加拿大，他的夢想是成為一名印刷工人。然而作為美國獨立革命的同情者以及他與本傑明·富蘭克林的私人關係使得他還為公開印刷任何物品就被當局懷疑而遭逮捕入獄。1778年，他出版發行了加拿大第一份全法語的報紙——《蒙特利爾憲報》。由於他的報紙編輯瓦倫汀·賈塔德選擇刊登有激進內容的文章而導致兩人均被殖民政府逮捕。1782年，弗勒里·梅斯普利被殖民政府釋放並要求他繼續為政府從事印刷工作，因為他是當時唯一具備該技能的熟練工；而在實際上，梅斯普利還是被處於事實上的監禁中。

#### 路易斯·羅伊
1793年4月18日，路易斯·羅伊創辦了《上加拿大憲報（Upper Canada Gazette）》，該報紙一直持續營業到1849年。1797年，羅伊因為在報紙上發表了一些煽動性言論而遭致殖民當局的政治迫害，他只得放棄報紙而逃亡到紐約避難。

## 政黨喉舌時期
在這一時期，加拿大報業先鋒者們為加拿大新聞界擺脫殖民當局的控制所做出的努力終於取得了成功。此時的加拿大報紙多為政黨組織的機關報，而報紙的編輯們在地方政治發揮著重要作用。圍繞北大西洋“公共領域”問題的相關討論在加拿大熱烈地開展著，加拿大的報紙也逐步從“政黨喉舌”進步成公共領域的“純粹居民”。加拿大新聞民主化在這個時期邁出了重要的一大步，並在1891年終於贏得了報道政治程序的權力。這一時期的報紙對當局並不恭順，它們要求新聞民主化並最終開始破壞傳統的階級社會結構。

### 加拿大人報

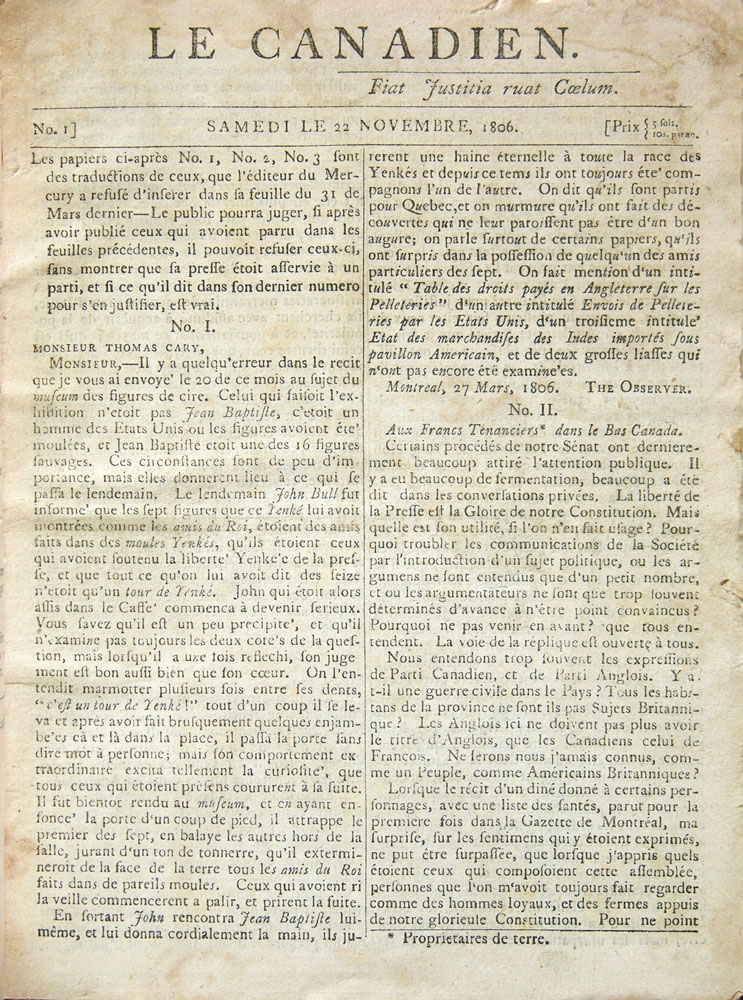
《加拿大人報》創刊號（1806年11月22日）

《加拿大人報》是一份於1806年11月22日至1810年3月14日在下加拿大出版發行的法語週報，它的辦報宗旨為“我們的組織、我們的語言、我們的權利”。《加拿大人報》是加拿大人黨的機關報，代表了自由派商人與精英階層的利益。該報曾多次發表社論，支持責任政府並公開捍衛加拿大人及其傳統；同時該報雖然反對英國統治卻又支持效忠英國君主。
1803年，英屬北美總督兼下加拿大省督詹姆斯·克雷格逮捕了《加拿大人報》的編輯皮埃爾·貝達德及其同事並未經審判就將他們全部監禁，理由是他們在報紙上公開發表了批評文章。
1830年，《加拿大人報》在埃蒂安·帕倫特的領導下重建。但帕倫特因為提倡組建責任政府而在1839年被捕。在叛亂時期，《加拿大人報》一直批評《達拉謨報告》並反對與上加拿大合併，同時它也是路易斯-伊波利特·拉方丹派系的支持者。
《加拿大人報》一直持自由主義立場，直至它於19世紀末結束出版。需要注意的是，加拿大歷史上還曾經有一份名稱與該報相似的《加拿大報（Le Canada）》，但兩份報紙之間並無直接關聯。

### 加拿大報業改革者

#### 蒂芙尼兄弟
吉迪恩·蒂芙尼與西爾維斯特·蒂芙尼兄弟從1790年代便開始擔任殖民地當局的官方印刷商，但他們拒絕只印刷官方許可的新聞而是會轉載來自美國的新聞。當他們拒絕聽從當局的警告後，對於他們的迫害變得更加光明正大。1797年4月，吉迪恩·蒂芙尼被控褻瀆罪後被從報社開除，並被判處罰款和監禁。而西爾維斯特·蒂芙尼更是在隨後被指控更嚴重的“叛國和煽動行為”。在西爾維斯特·蒂芙尼的自我辯護中，他聲稱“作為人民的印刷商，我有義務奉獻我的頭腦、心靈與雙手為他們服務……國王和人民的利益是密不可分的。”最終，蒂芙尼兄弟被迫放棄了印刷行業。西爾維斯特·蒂芙尼在搬家到紐約之前還試圖運營其他一些報紙。

#### 泰特斯·吉爾·西蒙斯
在蒂芙尼兄弟遭受殖民地當局法律迫害後被迫放棄印刷廠後，泰特斯·吉爾·西蒙斯接替他們成為新的“國王印務廠”的負責人；不過他在此之前並沒有接受過相關的專業培訓。西蒙斯並沒有開除蒂芙尼兄弟並且他們依舊可以決定報紙的大部分內容，直至1799年。

#### 威廉·萊昂·麥肯齊
威廉·萊昂·麥肯齊對於上加拿大（今安大略省）的政治發展有重大的影響力，同時他也是責任政府的積極倡導者。
1824年，麥肯齊創辦了《殖民地倡導者》。這是該省第一份具有重大政治影響力的獨立報紙。他認為殖民政府無能、低效且開支巨大；麥肯齊利用《殖民地倡導者》來宣傳他的這些觀點。
儘管《殖民地倡導者》發行廣泛，但麥肯齊並沒有從中獲利，相反他長期掙扎在債務中。1826年，他的出版辦公室被暴徒闖入並搶劫一空。隨後他起訴了這些暴徒，他贏得了這次訴訟。勝訴不僅為麥肯齊贏得足夠的賠償金用於支付報社的重建及其債務，同時還讓他收穫了公眾的廣泛同情。
麥肯齊是此時報紙編輯的一個典型例子，他利用自己的出版物作為工具來應對當時陷入困境的政治，並為報紙進入公共領域打開了大門。

#### 約瑟夫·豪

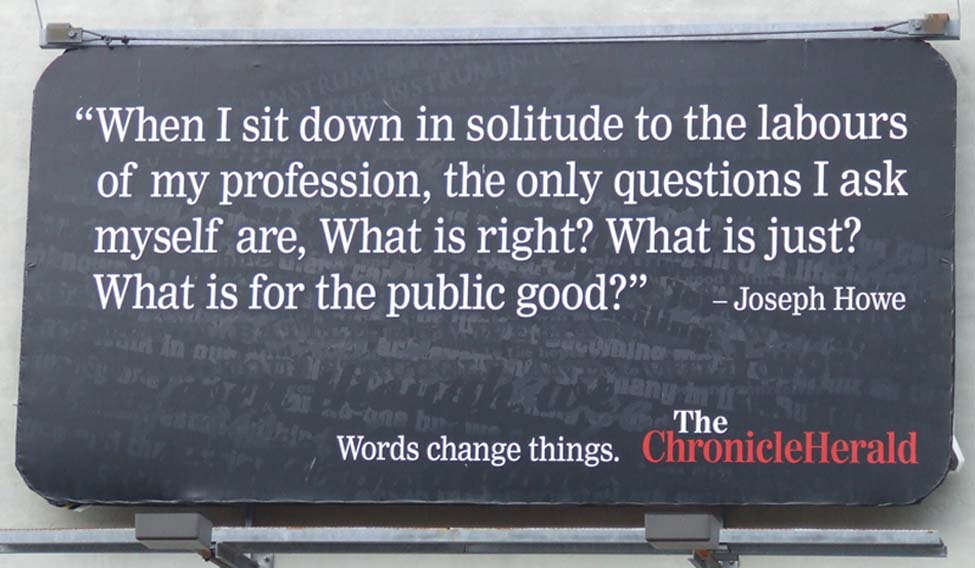
“當我坐下開始我的工作時，我會捫心自問：何謂對？何謂正義？何謂有益人民？”——約瑟夫·豪
該段話曾顯示於《紀事先驅報》位於哈利法克斯下城的總部大樓廣告牌

1828年，約瑟夫·豪接手了哈利法克斯的《每周紀事報（Weekly Chronicle）》並將其改名為《阿卡迪亞人報》。隨後他又收購了《新斯科捨人報》。約瑟夫·豪積極進取的新聞報道風格讓他很快成為新斯科捨省民眾的代言人。豪原本對英國政府十分的忠誠，但新斯科捨省民眾對他的擁躉促使他的立場最終轉向當地人民。他與威廉·萊昂·麥肯齊的觀點相似，都倡導在責任政府下實現地方自治。
1835年，約瑟夫·豪因為他的一篇文章被殖民當局以刑事毀謗罪而起訴。在法庭上，豪以新聞自由為自己辯護。儘管從當時的法律上來說，約瑟夫·豪是有罪的；但陪審團卻最終裁定他無罪。這次審判使得約瑟夫·豪成為新斯科捨省當地的英雄，這也讓他得以進入省議會並最終當選省督。

#### 亨利·戴維·溫頓
1818年8月28日，亨利·戴維·溫頓抵達了紐芬蘭。1820年，他創辦了聖約翰斯市的第四份報紙《公共紀錄與紐芬蘭通用顧問報（Public Ledger and Newfoundland General Advisor）》。溫頓利用這份報紙表達自己的政治觀點，即堅定支持責任政府。由於他激烈的政治情緒，他受到了來自天主教徒和改革運動支持者的敵視，甚至有人對發出死亡威脅。1835年5月19日，溫頓遭到一群身份不明暴徒的襲擊，他的耳朵被割掉。儘管遭受了這樣的傷害以及其他類似的威脅，溫頓仍繼續撰寫反對改革派政府的文章，直到去世。

#### 約翰·瑞安和威廉·劉易斯
約翰·瑞安是一名在加拿大的美國僑民，他於1807年在威廉·劉易斯的幫助下創立了《皇家聖約翰斯憲報（Royal St. John's Gazette）》；這是紐芬蘭最早的報紙。報紙創立後不久，瑞安就開始在上面抨擊殖民當局的偏袒和不公正現象，這讓當局官員非常惱怒。1784年3月，兩人都被當局指控犯有毀謗罪。

#### 約瑟夫·威爾科克斯
約瑟夫·威爾科克斯於1806年搬家至尼亞加拉並在這裡創辦了《上加拿大衛報》（也被稱為“自由人新聞報”），他利用這份報紙作為其表達政治觀點和批評殖民當局的工具。同年，他因藐視議會而入獄。1808年，威爾科克斯重返政壇並成為真正反對殖民當局的議會反對派。1812年，他終止了《上加拿大衛報》的出版。1813年7月，仍在第6屆上加拿大議會擔任議員的約瑟夫·威爾科克斯為當時正處於敵對陣營的美國提供幫助，因此他在1814年被控犯有叛國罪。

## 國族共建時期

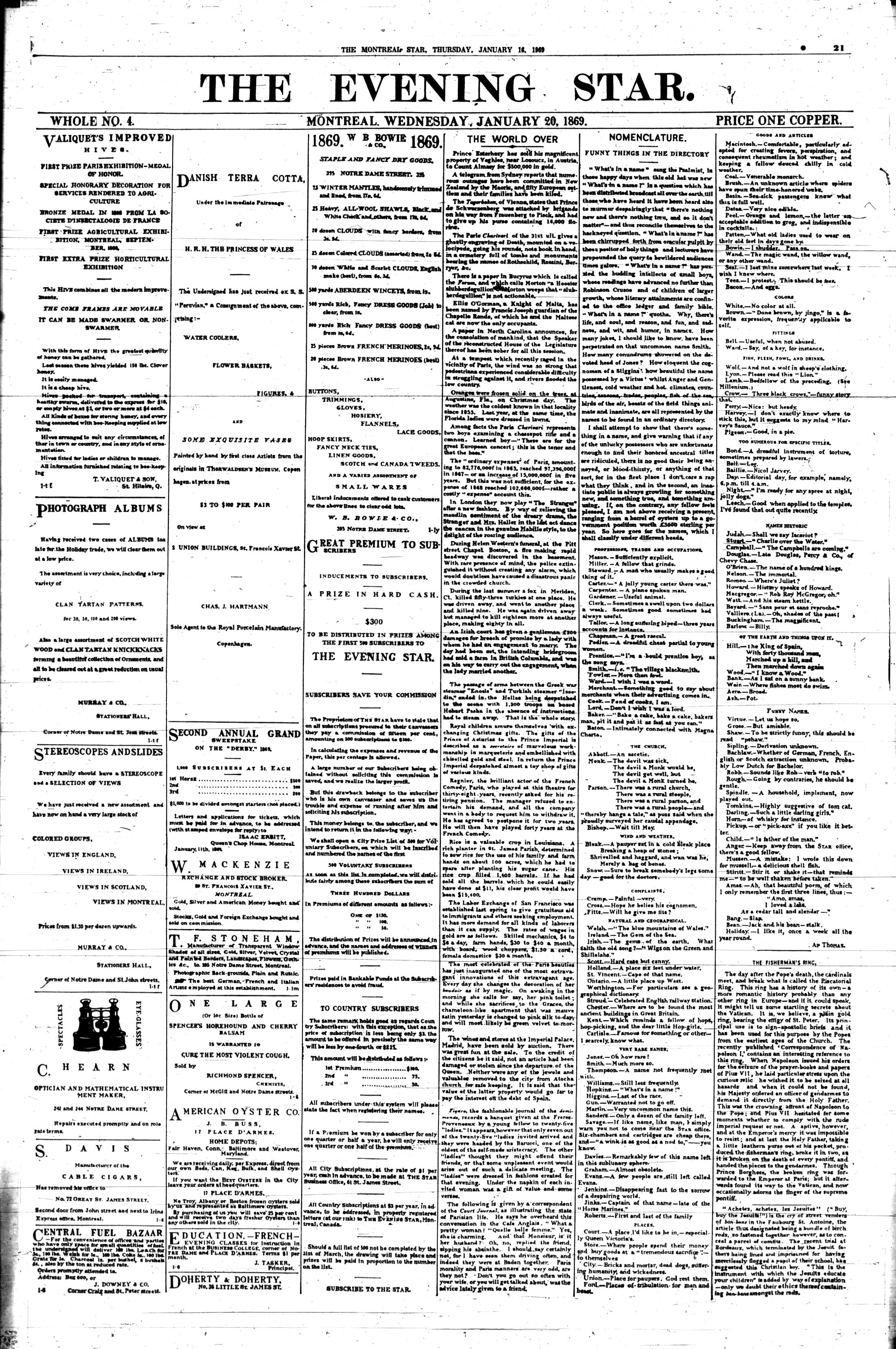
蒙特利爾《蒙特利爾星報》掃描件
（1869年出版）

殖民當局在這一時期不再對報紙編輯進行直接控制，而是採取更加隱蔽的手段。例如私底下遊說編輯修改社論內容並對願意合作的報紙投放付費廣告。由於喉舌時期活躍於“公共領域”的激進派報紙已經達成了它們的目的，因此這一時期的報紙在某種程度上顯得要更加公正。同時報紙的印刷技術與思想進步在這一時期顯得格外重要。
這個時期的報紙還承擔了確立加拿大人國族身份的任務，因此這個時期報紙的刊載內容充滿了對順從型和正統性的讚歌。與過去充滿煽動性的報道不同，這個時期的報紙並不拒絕對規訓的服從。

### 加拿大報業建設者
在這一時期，加拿大的報人們不再受到殖民當局的控制，同時他們還在這個時期承擔了共建國族意識的任務。和過去一樣，他們中的大多數人也參與到政治當中並利用他們的報紙充當他們的政治觀點表達工具以推進社會的進步與變革。

#### 喬治·布朗
喬治·布朗和他的父親於1837年從蘇格蘭移民到多倫多；他們在1843年創立了《旗幟報（Banner）》，這是一份支持自由教會宗旨和政治改革的長老宗周刊。
1844年，喬治·布朗創立了《環球郵報》的前身之一——《環球報》，這是一份頗具政治野心的報紙。布朗隨後收購了大量競爭對手，並利用當時的先進技術增加的報紙的流通量。截至1860年，《環球報》已經成為加拿大最大的報紙。
1850年代，布朗進入加拿大政壇並成為改革黨的黨魁。他推動了《魁北克決議》的簽署，為加拿大聯邦化和加拿大自治領的成立做出了貢獻。
後來他辭去議會職務，但繼續在《環球報》上宣揚自己的政治觀點。從1843年到1872年，布朗與印刷工會進行了無休止的鬥爭。最終他支付工會工資並不是因為慷慨，而是因為工會的力量迫使他這樣做。1880年，他被一位憤怒的前僱員殺害。

#### 莫德斯特·德默斯
1856年，莫德斯特·德默斯主教在維多利亞市進口了一套印刷設備，他打算用來印刷宗教材料。但這套設備一直未被啟用，直至1858年被美國出版商弗雷德里克·馬里奧特收購並用於開辦一家名為“德默斯出版（Demers Press）”的印刷廠。該出版社在存續期間共為不列顛哥倫比亞省出版過四份不同的報紙，其中最有名的莫過於《英國殖民者報》。1908年，德默斯出版終止了營業。

#### 阿默爾·德科斯莫斯
阿默爾·德科斯莫斯，原名“威廉·亞歷山大·史密斯（William Alexander Smith）”，是《英國殖民者報》的創始人。他也在該報發表其政治觀點而聞名。他隨後進入加拿大政壇並接連當選溫哥華島立法會、不列顛哥倫比亞殖民地議會的議員，並在不列顛哥倫比亞省成立後當選省議會議員及省長，最後進入加拿大國會下議院當選為國會議員。在擔任不列顛哥倫比亞省省長期間，他因涉嫌利益衝突而被迫辭職，但調查委員會認定其無罪。他個性直率並性格古怪，因此一生樹敵不少。他被指控與工會發生醜聞，最終迫使他離開政壇。當他去世時，他已經徹底崩潰。

## 市場導向時期
從1870年代開始，加拿大新一代銳意進取的報人出現了。他們當中的代表包括《蒙特利爾星報》的休·格雷厄姆和《多倫多電訊報》的約翰·羅斯·羅伯遜；後者代表了工人階級的奧蘭治新教教徒。這些報紙模仿美國的便士報風格，向讀者兜售帶有強烈政黨色彩的廉價報紙，上面刊登有大量強調當地犯罪、緋聞醜聞及政治腐敗的新聞。
娛樂新聞的比重越來越突出，尤其是社會名流的來來往往。隨著讀者對本地球隊的戰績起伏感興趣，體育新聞也得到了越來越多的關注。同時為了吸引更多的女性讀者，報紙也開始增加有關時尚、美容及食譜相關的內容。新技術的誕生使得報紙的印刷變得越發便宜和迅捷，這也促使在主要城市可以提供最新新聞的多個報道版本。
截至1899年，《蒙特利爾星報》的每日發行量已經突破52,600份；而到了1913年，該報銷量的40%在蒙特利爾以外的地區。因此《蒙特利爾星報》開始主導了加拿大的英語報紙市場。
1900年的時候，大多數加拿大都是報道本地事務，其主要目的是向當地黨派人士通報省及國家的政治局勢。報社的生存主要依賴所支持政黨之忠誠黨員的訂閱，以及這些政黨所控制的公共印刷合同。當時新聞報道的客觀性不是目標，因為編輯和記者努力強化對重大公共議題的黨派態度。
進入1910年代後，加拿大報業出現了大量日報報社關閉及報紙連鎖化的整合趨勢。原來曾是競爭對手的報社也開始通過新聞聯合會與通訊社展開合作。出現這種情況的一個重要原因就是廣告，因為廣告主自然希望自己的廣告受眾越多越好，但黨派化的報紙則減少了潛在的讀者數量，因為此類報紙只對某一黨派的讀者友好。在19世紀，廣告商會選擇與自己政黨立場相同的報紙進行投放。但在20世紀，廣告商採用了全新的媒體購買方法，它們更加青睞那些沒有政黨色彩並更受歡迎和更暢銷的報紙。這是因為廣告商只希望自己的廣告可以接觸到更多受眾，而它們對政黨立場毫無興趣。這樣的廣告投放策略導致加拿大報業進一步整合並誕生了發行規模更大且基本無政治立場傾向的報紙；這些報紙越發依賴廣告商的投放而不是忠誠黨員的訂閱。
即便是在1900年，多倫多的報紙有四分之三的收入源自廣告投放。此時各大報紙的社論版面大約會有三分之二的內容分別支持加拿大自由黨或加拿大保守黨，其餘的內容則相對更加獨立。不管這些報社的社論版如何，但他們的新聞版卻越來越重視客觀性並開始平衡兩黨的報道內容。出版商的關注重點在與報紙發行量成正比例的廣告收入，一份只對某一黨派有吸引力的報紙意味著將損失至少一半的潛在讀者。同時隨著安大略省與魁北克省工業的快速發展以及草原地區定居點的湧現，加拿大出現了更多的報紙閱讀人口，這些都導致加拿大報業的黃金時代在1911年達到頂峰。但隨後的第一次世界大戰讓加拿大報業損失慘重。
隨著發行審計局在1915年成立，廣告商開始在與報社的談判中獲得了重大優勢。發行審計局首次向公眾提供了可信的報紙發行數據，而不是像黨派時期仍由各家報社胡亂吹噓或誇大其詞。廣告商現在在爭取報社廣告最低費率方面有了更大的優勢。
1920年代對於加拿大報業來說是鞏固自身、削減預算及放棄自身傳統黨派關係的時代。截至1930年，加拿大的日報中只有24%還屬於某個政黨，17%的報紙則屬於無黨籍政黨色彩；而剩下的絕大多數日報已經變得毫無任何政治立場傾向。

### 環球郵報

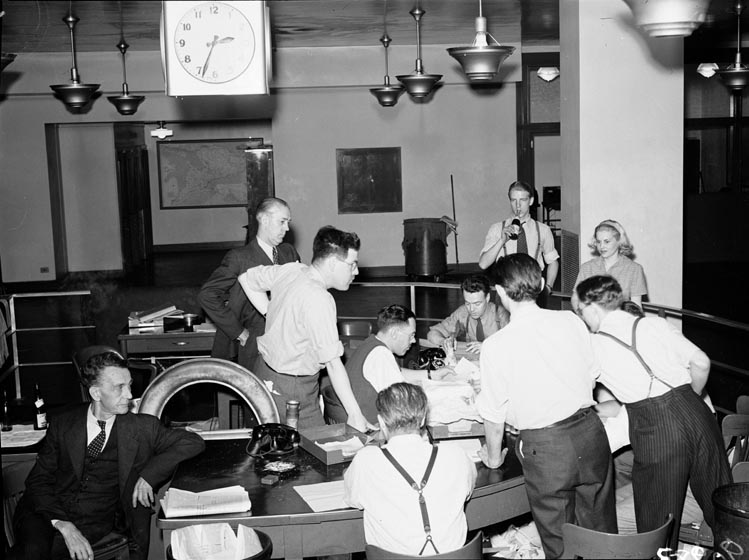
《環球郵報》的編輯團隊正在等待諾曼底登陸的消息（照片攝於1944年6月6日）

1936年，多倫多的兩大主要報紙——《環球報》與《帝國郵報》合併為《環球郵報》。後者由兩份保守派報紙《多倫多郵報》與《帝國報》在1895年合併而成，而《帝國報》的創辦者就是後來的加拿大首任總理約翰·麥克唐納。
儘管重新整合的《環球郵報》在多倫多本地市場的發行量輸給了《多倫多星報》，但是它的全國發行量卻在穩步上升。1955年，《環球郵報》成立了工會組織並依附於美國新聞工會。
1980年，《環球郵報》被肯尼斯·湯姆森家族所運營的湯姆森公司收購。《環球郵報》的編輯和新聞政策在收購後並無特別變化，只是與之前強調多倫多及安大略省的新聞相比，收購後的《環球郵報》在社論、專欄及頭版上開始更多關注加拿大國內及國際新聞。

### 連鎖報業
1934年，羅伊·湯姆森以300美元首付款的代價買下了安大略省蒂明斯的一份本地報紙，從此開始了他成為報業巨子的道路。隨後他與加拿大合夥人傑克·肯特·庫克開始在安大略省各地擴展他們的廣播電台與報紙覆蓋版圖。截至1950年代早期，羅伊·湯姆森已經擁有19家報紙並擔任加拿大日報出版協會（Canadian Daily Newspaper Publishers Association）主席。
這一時期加拿大的主要日報要麼關閉，要麼被全國性的連鎖報業公司收購。此時參與收購的連鎖報業公司包括郵報媒體網絡與湯姆森公司等。加拿大政府對此展開了調查研究，但並沒有影響該趨勢的發展。1970年，加拿大參議院大眾媒體特別委員會（Special Senate Committee on the Mass Media），即“戴維委員會（Davey Committee）”，警告加拿大的報社不要進行合併。但是這個建議被市場忽視，加拿大報業的整合依舊在進行中。1980年，皇家報紙委員會（即“肯特委員會”）成立並就加拿大媒體集中問題進行調查。該委員會在1981年提交了調查報告，但是他們的建議也依然被忽視了。

## 當代發展時期
進入當代發展時期後，外部利益集團開始接管了連鎖報業公司並使之成為他們媒體集團的一部分。截至2004年，加拿大的五家連鎖報業公司控制了全國72%的報紙和79%的發行量。同時來自網絡媒體的挑戰，使得報紙作為傳統新聞載體及廣告投放對象的地位受到挑戰。報紙廣告收入下降趨勢是全球性的，而加拿大的廣告主要投放對象也從報紙和電視轉向了網絡，這使得加拿大報紙的廣告收入從2011年的26億美元的高點逐步下滑至19億美元，而且這個趨勢還沒有結束的跡象。與之對應的是報紙的發行量也在萎縮。報業連鎖為了削減成本開始減少報紙的版面並放棄了一些傳統業務，例如刊登詳細的股市報告。同時它們也在網絡上設立付費牆以期向網絡讀者收取閱讀費用。但是根據路透新聞學機構在2019年發佈的一份報告顯示，僅僅只有9%的加拿大讀者願意為任何比例的付費墻付費。

### 國民郵報
康拉德·布萊克在1990年代收購了南漢姆報業（Southam Newspapers），這家公司擁有《渥太華公民報》、《蒙特利爾憲報》、《埃德蒙頓報》、《卡爾加里先驅報》和《溫哥華太陽報》等報紙。隨後他在這家公司的基礎上創立了他自己的全國性報紙連鎖公司——霍林格國際，霍林格國際曾短暫擁有全加拿大60%的日報。布萊克將多倫多的一份商業報紙更名為《國民郵報》並將其作為自己報業連鎖公司的旗艦報紙。與其他報紙相比，《國民郵報》的社論立場傾向於保守主義。在《國民郵報》創立的最初幾年裡，布萊克花費了大量金錢並在主編肯尼斯·懷特的領導下與《環球郵報》展開競爭。《麥克林》曾經評論道：“《國民郵報》的出現不僅震撼了加拿大的媒體機構，同時也擴大了該國的政治對話，就公共議題提供了更多樣化的觀點。《國民郵報》為讀者提供了近10年的觀察力與幽默感，而更為重要的是，讓他們在每日新聞市場上有了更多的選擇。”
2000至2001財年，布萊克將《國民郵報》出售給加西環球。截至2006年，為了降低成本以維繫報紙的生存，《國民郵報》大幅度削減了自己的全國配送系統。而到了2008年，《環球郵報》和《國民郵報》在加拿大全國的發行量大約在340萬份。

### 加西網絡
加拿大曾經的標誌性新聞網絡服務商是加西環球通訊公司，直至該公司於2009年破產。加西環球通訊公司由曼尼托巴省的稅務律師、記者和政客伊茲·阿斯珀所建立。他於1975年創辦了一家地方電視台，從此開創了他的媒體集團創業之路。隨後他通過收購康拉德·布萊克的霍林格國際而控制了南漢姆報業，從而擁有了加拿大國內60家日報的所有權。除此之外，加西環球通訊公司還擁有環球電視網和娛樂電視系統並通過亞特蘭蒂斯聯盟提供專業電視服務。在21世紀初的鼎盛時期，加西環球通訊公司還擁有加拿大互聯網門戶網站Canada.com，而且還在澳大利亞和土耳其擁有電視和廣播業務。而在公司於2009年破產後，其報紙業務被郵報媒體網絡繼承，而其廣播電視業務則被蕭氏通訊收購。

### 魁北克報紙
和加拿大地區相比，魁北克省的報業仿佛一直處於一個獨立的世界裡。
蒙特利爾擁有一份英語報紙《蒙特利爾憲報》和兩份法語報紙《義務報》、《蒙特利爾日報》，同時另一份主要報紙《新聞報》在2018年徹底轉型為數字媒體。魁北克市則擁有《太陽報》和《魁北克日報》。而在魁北克省主要城市以外，還擁有一份英語報紙《記錄報》（舍布魯克）和五份法語報紙《正確報》（加蒂諾 / 渥太華）、《新報》（三河城）、《日報》（薩格奈）、《論壇報》（舍布魯克）、《東部之聲報》（格蘭比）。
上述報紙中除去一份法語報紙外，其餘報紙都分屬兩大報業連鎖機構。其中之一是加拿大鮑爾集團旗下的全資子公司格西卡有限公司，該公司由德馬雷家族所控制；而另一個則是魁北克媒體公司，該公司控制著魁北克省大部分的電視及雜誌市場。
最近幾年，魁北克媒體公司已經發展成為全加拿大最大的報業連鎖機構，擁有全國約36份英語報紙。魁北克媒體公司屬於皮埃爾·卡爾·佩拉多所有，他同時還擁有加拿大通訊巨頭及媒體集團魁北克人公司的控股權。魁北克人公司擁有多家社區報紙、雜誌、免費報紙以及以法語為主的互聯網服務業務。不過它正在削減報紙業務，專注於廣播、有線和無線業務。2013年，魁北克人公司將旗下74份魁北克的雜誌打包以7,500萬美元的價格出售給跨大陸公司。2014年年底，魁北克人公司由將擁有175份英語報紙及許多網站的太陽媒體作價3.16億美元出售給郵報媒體網絡。
郵報媒體網絡目前已擁有埃德蒙頓、卡爾加里及渥太華的所有日報業務。而格西卡則自2013年以來一直通過擴大其免費在線服務來應對網絡媒體的挑戰，而它的免費服務主要通過廣告來獲取收益。

## 延伸閱讀
- Gene Allen. . University of Toronto Press. 2013. ISBN 9781442615328.
- Royal Commission on Newspapers. . Canadian Government Pub Centre. 1981  [2024-07-07]. ISBN 9780660109541. （原始内容存档于2024-07-07）.
- Ross F. Collins; E.M. Palmegiano (编). . McFarland & Company, Inc. 2007. ISBN 9780786431434.
- John W. Dafoe. . Transactions of the Manitoba Historical Society. 3 (Manitoba Historical and Scientific Society). 1946-47  [2024-07-07]. （原始内容存档于2024-11-06）.
- Peter Desbarats.  2nd Edition. Harcourt Brace Jovanovich Canada. 1989. ISBN 9780774731263.
- N. Merrill Distad; Linda M. Distad. . Rosemary VanArsdel; Don J. Vann  (编). . University of Toronto Press. 1996: 61–174  [2024-07-07]. ISBN 9780802008107. （原始内容存档于2023-07-16）.
- Ryan Edwardson. . University of Toronto Press. 2008. ISBN 9780802095190.
- Janice Anne Fiamengo. . University of Toronto Press. 2008. ISBN 9780802095374.
- Sandra Gabriele. . Journalism. 2006, 7 (2): 174–196. doi:10.1177/1464884906062604.
- Ross Harkness. . University of Toronto Press. 1963. ISBN 9780802030955.
- Russell Johnston. . University of Toronto Press. 2012. ISBN 9781442613072.
- Jeff Keshen. . University of Alberta. 1996. ISBN 9780888642790.
- Duncan Koerber. . Journal of Canadian Studies. 2011, 45 (3): 138–166. doi:10.3138/jcs.45.3.138.
- Duncan Koerber. . Sport History Review. 2009-11, 40 (2): 126–142. doi:10.1123/shr.40.2.126.
- Marjory Lang. . McGill-Queen's University Press. 1999. ISBN 9780773567740.
- Stacy L. Lorenz. . Journal of Sport History (University of Illinois Press). 2000, 27 (2): 195–227. JSTOR 43609563.
- Andrew Martin Osler. . Copp Clark Pitman. 1993. ISBN 9780773051935.
- Ron Poulton. . Clarke, Irwin & Company. 1971. ISBN 9787720049212.
- G. Bruce Retallack; Project Muse. . Library and Archives Canada. 2009. ISBN 9781501707797. OCLC 984428419.
- Nick Russell. . UBC Press. 2006. ISBN 9780774810890.
- Paul Rutherford. . McGraw-Hill Ryerson. 1978. ISBN 9780070826533.
- P. F. W. Rutherford. . Canadian Historical Review. 1975-06, 56 (2): 169–191. doi:10.3138/CHR-056-02-03.
- Minko Sotiron. . McGill-Queen's University Press. 1997. ISBN 9786612853746.
- Andrew R. Maio. . Journalism History. 2011, 37 (1): 51–58. doi:10.1080/00947679.2011.12062843.
- Fernande Roy. . Gene Allen; Daniel Robinson  (编). . University of Toronto Press. 2009: 257–270. ISBN 9781442697003.
- . A. McKim. 1892.

## 外部連接
- 加拿大社區數字檔案館 （页面存档备份，存于）（英文）
- 加拿大歷史報紙縮微膠卷註釋指南在維多利亞大學圖書館（英文）
- 加拿大報紙與第二次世界大戰 （页面存档备份，存于）在加拿大戰爭博物館（英语：Canadian War Museum）（英文）
- 不列顛哥倫比亞省歷史報紙 （页面存档备份，存于）在不列顛哥倫比亞大學圖書館（英文）